# Halictus gordius
Halictus gordius är en biart som beskrevs av Warncke 1975. Halictus gordius ingår i släktet bandbin, och familjen vägbin. Inga underarter finns listade i Catalogue of Life.